# Masuriens
Les Masuriens ou Mazurs ou Masurs (polonais : Mazurzy, allemand : Masuren) sont un sous-groupe léchitique de Mazovie et Varmie-Mazurie en Pologne. Ils descendent des Masoviens (polonais : Mazowszanie ; allemand : Masowier), des colons polonais originaires de Mazovie qui s'établirent en Prusse, notamment après la Réforme protestante. Au XIXe siècle, la Mazurie (alors province de Prusse-Orientale, aujourd'hui en Pologne), prit leur nom.

## Histoire
Au Moyen Âge, les habitants du duché de Mazovie étaient appelés Mazury en polonais. Entre les XIVe et XVIIe siècles, des colons polonais du Nord de la Mazovie se déplacèrent vers les territoires du Sud de l'État monastique des chevaliers teutoniques (ces terres appartenaient aux Prussiens baltes avant d'être conquises par les chevaliers teutoniques aux XIIIe et XIVe siècles). La partie nord de cet état fut rapidement germanisée tandis que la partie sud était occupée par des Mazoviens polonais. En 1466, sous l'effet du traité de Thorn, ces territoires devinrent un fief de la Pologne.
Sous l'afflux de Mazoviens le Sud de la région des lacs commence à être connu sous le nom de Mazurie à partir du XVIIIe siècle. Durant la Réforme protestante, les Masuriens, comme la plupart des habitants de la Prusse ducale, devinrent des protestants luthériens tandis que les Mazoviens voisins restèrent catholiques. En 1525, le duché de Prusse fut fondé et devint le premier État officiellement protestant. Il resta un fief polonais jusqu'en 1657. La petite minorité de Mazoviens protestants dans la partie catholique de la Mazovie du sud, en Pologne, finit par émigrer en Mazurie prussienne. La Mazurie fut intégrée au Royaume de Prusse à sa création en 1701 puis à l'Empire allemand en 1871.
Au XIXe siècle les Masuriens se considéraient comme des Prussiens polonais ou des Staroprusaki (vieux Prussiens). Les Masuriens se montrèrent nettement en faveur de la révolte polonaise de 1831 et ils maintinrent de nombreux contacts avec les zones sous influence russe en Pologne au-delà des frontières de la Prusse. Ces régions étaient connectées par une culture et une langue commune. Avant la révolte, les habitants de chacune des deux régions fréquentaient les foires de l'autre et les échanges commerciaux étaient nombreux, tout comme la contrebande. Certains historiens parmi les premiers à s'intéresser à la Mazurie (comme Max Toeppen) les décrivent comme des médiateurs entre la culture slave et la culture germanique.

### Les Masuriens auxXIXeetXXesiècles
D'après Andrzej Chwalba et Henryk Samsonowicz, les nationalistes polonais et les Masuriens coopérèrent dès 1848 quand les Polonais de Poméranie apportèrent leur soutien aux tentatives des Masuriens pour élire en tant que représentant Gustaw Gizewiusz, qui défendait les traditions polonaises et l'usage de la langue polonaise,. Piotr Wandycz considère que les événements de 1848 ont réveillé le sentiment nationaliste polonais en Mazurie. Pour Andreas Kossert, l'intérêt polonais pour la Mazurie découle d'un poème publié en 1872 : O Mazurach, de Wojciech Kętrzyński et les vaines tentatives de faire naître un sentiment national polonais en Mazurie furent financées par des nationalistes polonais de Poznań, Lwów et Varsovie,.
Au début des années 1870, les autorités de l'Empire allemand restreignent l'usage des langues autres que l'allemand dans les provinces de l'est de la Prusse. Les autorités allemandes prirent plusieurs mesures pour germaniser les Masuriens et les séparer culturellement des Polonais voisins afin de créer une identité séparée. Après 1871, les Masuriens qui montraient de la sympathie pour la Pologne furent jugés comme des « traîtres à la nation » par les nationalistes allemands, tendance qui augmenta après 1918.
D'après Wojciech Wrzesinki, les Masuriens n'ont reçu aucune aide du mouvement polonais à cette époque.
Selon Stefan Berger, après 1871, les Masuriens dans l'Empire allemand étaient vus comme objectivement polonais en termes de culture et langue, mais se sentaient subjectivement allemands et en tant que tels devaient être intégrés dans l'État-nation allemand. Pour Berger cet argument s'opposait directement aux demandes des nationalistes allemands en Alsace où les Alsaciens furent déclarés allemands en dépit de leur choix subjectif. Berger conclut que les arguments des nationalistes allemands visaient seulement à obtenir le plus de territoire possible pour l'Empire allemand.
Avant la Première Guerre mondiale, de nombreux Masuriens émigrèrent dans la Ruhr notamment à Gelsenkirchen. Les Masuriens n'y étaient pas différenciés des Polonais et les deux groupes étaient considérés comme inférieurs aux Allemands, non seulement culturellement mais aussi racialement. En dépit des efforts officiels, les chercheurs allemands voyaient les Masuriens comme un groupe de Polonais. Dans tous les atlas géographiques allemands publiés au début du XXe siècle, la partie sud de la province de Prusse-Orientale était notée comme une région ethniquement polonaise, avec une population polonaise estimée à 300 000.
Les Masuriens résistèrent aux efforts de germanisation : le mouvement Gromadki soutenait l'usage de la langue polonaise et entra en conflit avec les autorités allemandes. La plupart de ses membres se voyait fidèle à la Prusse mais quelques-uns rejoignirent la faction pro-polonaise des Masuriens. En 1920 la Société des Nations, avec les troupes britanniques, françaises et italiennes postées en Mazurie, supervisa le référendum de la Prusse-Orientale pour déterminer la nouvelle frontière entre la Deuxième République de Pologne et la province de Prusse-Orientale allemande. Le référendum fut organisé par les autorités locales allemandes.
L'ethnographe polonais Adam Chętnik soutient que les autorités allemandes se sont livrées à des abus et des falsifications pendant ce référendum. Stefan Berger décrit les Masuriens comme ayant été soumis à une pression psychologique massive et à des violences physiques de la part des allemands pour les inciter à voter pour l'Allemagne. En Mazurie même, la grande majorité des votants (99.32%) choisit de rester en Prusse,.
Des tentatives pour fonder des écoles enseignant le polonais pendant l'entre-deux guerres furent brutalement tuées dans l'œuf.
Le Parti Nazi fut fortement soutenu en Mazurie, notamment durant les élections de 1932 et 1933. Les nazis firent usage du dialecte masurien dans leurs meetings pendant la campagne. Le gouvernement de l'Allemagne nazie changea les noms de plusieurs villes et villages masuriens d'origine slave ou balte en des noms allemands en 1938. Pendant la Seconde Guerre mondiale, les nazis persécutèrent et tuèrent les locuteurs polonais en Masurie, et mirent en prison les professeurs de polonais ainsi que les enfants qui apprenaient le polonais,. Les nazis pensaient que les Masuriens en tant qu'entité distincte des Allemands finiraient par disparaître et que ceux qui s'accrocheraient à leur identité étrangère, ainsi que mentionné dans un compte-rendu nazi, seraient déportés. Les Polonais et les Juifs étaient considérés par les nazis comme des « Untermenschen », dignes d'être mis en esclavage ou exterminés, et les autorités nazies assassinèrent des activistes polonais en Mazurie. Ceux qui ne furent pas tués furent arrêtés et envoyés dans des camps de concentration.
En 1943, Związek Mazurski fut secrètement relancé par des Masuriens membres de l'État secret de Pologne et dirigé par Karol Małłek. Związek Mazurski s'opposa à l'Allemagne nazie et, alors que la guerre était toujours en cours, exigea des autorités polonaises qu'elles liquident les propriétés allemandes après la victoire sur l'Allemagne nazie, afin d'aider la réforme agraire et de permettre à la population masurienne de se réinstaller. Les Masuriens qui s'opposaient aux nazis demandèrent que les sites allemands soient démantelés, « sans prise en compte de leur valeur culturelle ». Parallèlement, un Institut Masurien fut fondé par des activistes masuriens à Radość près de Varsovie en 1943. Pour Andreas Kossert ces revendications ne tenaient absolument pas compte de ce que vivait le peuple masurien.
De nombreux Masuriens fuirent vers l'Allemagne de l'ouest en même temps que les descendants des Allemands de Prusse-Orientale quand l'Armée Rouge se rapprocha de la région en 1945 vers la fin de la Seconde Guerre mondiale. Après la guerre, la conférence de Potsdam plaça la Mazurie, ainsi que le reste du sud de la Prusse-Orientale, sous administration polonaise. Après 1956, un grand nombre des Masuriens qui étaient restés en Pologne émigrèrent en Allemagne de l'Ouest. En 2003, environ 5 000 Masuriens vivaient toujours dans la région, et un grand nombre d'entre eux appartenait à la minorité germanophone.

## Culture
Dans les années 1840, le folkloriste Gustaw Gizewiusz (en) rassembla des chansons traditionnelles masuriennes qui furent plus tard ajoutées au recueil Dzieła Wszystkie par Oskar Kolberg.
Mazur est quatorzième sur la liste des noms de famille les plus courants en Pologne, avec presque 67 000 personnes qui portent ce nom.
Le sociologue Andrzej Sakson (en) a également étudié les Masuriens.
Le film de Wojciech Smarzowski Róża (Rose) (2011) relate les persécutions endurées par une femme masurienne au lendemain de la Seconde Guerre mondiale.

## Images

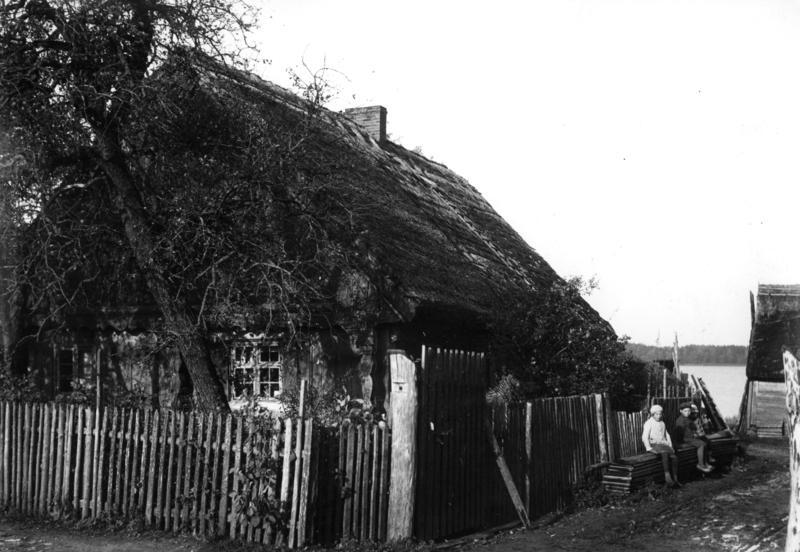
Une ferme masurienne en Prusse-Orientale (1930).
Dessin d'une ferme masurienne.